# Ølfjellet
Ølfjellet (Lule-Samisch: Uvbágájsse) is een berg gesitueerd in de gemeente Saltdal in de Noorse provincie Nordland. De berg is de hoogste piek in het gebergte Saltfjellet en ligt halverwege tussen de meren Nordre Bjøllåvatnet (in het noordwesten) en Kjemåvatnet (in het zuidoosten). Het dorpje Lønsdal ligt op 1,6 kilometer ten zuidoosten van de berg.
De berg heeft twee pieken, de hoogste met een hoogte van 1751 meter en de ander op 1,5 kilometer ten noorden van deze met een hoogte van 1651 meter.

## Naam
Het eerste element is øl en betekent "heiig" (niet "bier"). Het tweede element is de eindigende vorm van fjell wat "berg" betekent.